# Neuquén (provins)
Neuquén (Provincia de Neuquén) är en provins som ligger i västra Argentina. Huvudstaden heter Neuquén.
Provinsen har en befolkning på 474 155 (2001) och har en yta på 94 078 km². Neuquén gränsar till provinserna Mendoza, La Pampa och Río Negro och i väster Chile.

## Administrativ indelning
Provinsen är indelad i sexton departement, departamentos och med respektive departementshuvudstad.
| 1. Aluminé (Aluminé) 2. Añelo (Añelo) 3. Catán Lil (Las Coloradas) 4. Chos Malal (Chos Malal) 5. Collón Curá (Piedra del Águila) 6. Confluencia (Neuquén) 7. Huiliches (Junín de los Andes) 8. Lácar (San Martín de los Andes) 9. Loncopué (Loncopué) 10. Los Lagos (Villa La Angostura) 11. Minas (Andacollo) 12. Ñorquín (El Huecú) 13. Pehuenches (Rincón de los Sauces) 14. Picún Leufú (Picún Leufú) 15. Picunches (Las Lajas) 16. Zapala (Zapala) |